# Julie Laurbergová

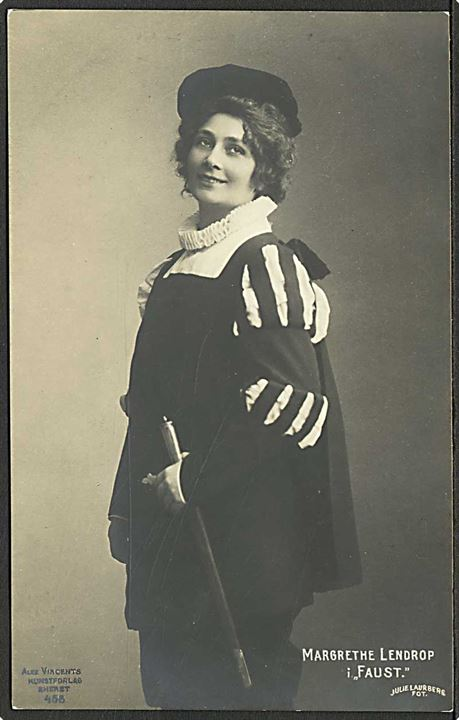
Portrét operní pěvkyně Margrethy Lendropové, Faust

Julie Rasmine Marie Laurbergová (nepřechýleně Julie Laurberg; 7. září 1856 Grenaa – 29. června 1925 Ordrup) byla raná dánská fotografka, která spolu s Franziskou Gadovou provozovala úspěšnou fotografickou firmu v centru Kodaně.

## Životopis
Laurbergová se narodila v obci Grenå a před pokračováním ve studiích v Paříži a Itálii se vyučila u malíře a fotografa Leopolda Hartmanna.

## Kariéra
V roce 1895 si otevřela vlastní studio v nové budově Magasin du Nord v centru Kodaně, kde pracovala se svou bývalou žačkou Franziskou Gadovou. Od roku 1907, kdy se Gadová stala oficiálním partnerem v jejím podnikání, se studio stalo široce uznávaným a přitahovalo bohaté osobnosti, aby si nechaly pořídit své portréty. Při sčítání v roce 1906 žili Laurbergová a Gadová společně na adrese Gothersgade 152 ve druhém patře. Totéž platilo v roce 1911, kdy byla Gadová uvedena jako příbuzná rodiny Laurbergů, a v roce 1921. Laurbergová nabídla Gadové v roce 1907, aby se stala jejím společníkem. Firma Julie Laurberg & Gad si získala dobrou pověst a v roce 1910 společnost dosáhla statutu královského dvorního fotografa. Jedním z jejích nejpozoruhodnějších portrétů je portrét operní pěvkyně Margrethy Lendropové, který byl široce publikován jako rytina na pohlednici.
Oceněny byly i autorčiny architektonické fotografie, zejména fotografie budovy radnice. V letech 1908–1910 také pořídila fotografie paláce Kristiána IX. v Amalienborgu, z nichž mnohé se dochovaly jako velké tisky.
V roce 1915 Laurbergová a Gadová režírovaly dokument Ústava z roku 1915.
Julie Laurbergová zemřela 29. června 1925 a je pohřbena na hřbitově Assistens.

## Práva žen
Laurbergová také aktivně zastávala práva žen. Byla členkou Dánské ženské společnosti (Dansk Kvindesamfund) a v roce 1920 byla zakládající členkou Asociace ženských obydlí (Kvindernes Boligselskab). Podporovala také zapojení žen do oboru fotografie, který se v té době stal oblíbenou ženskou profesí. V jejím velkém fotografickém podniku pracovaly téměř na všech pozicích ženy.

## Galerie

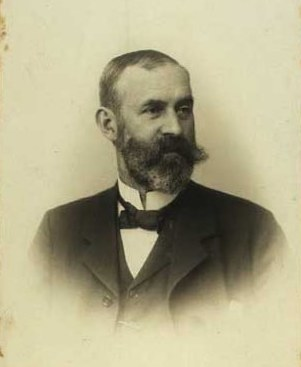
Podnikatel Theodor Wessel, zakladatel Th. Wessel & Vett a Magasin du Nord
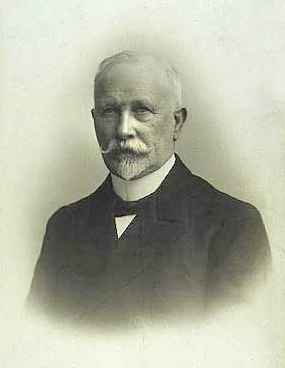
Emil Vett, zakladatel Th. Wessel & Vett a Magasin du Nord
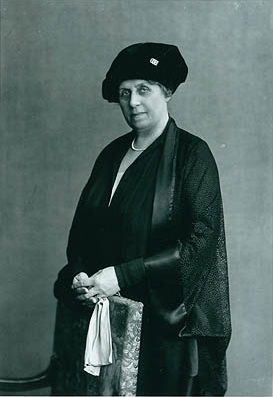
Anna Levin
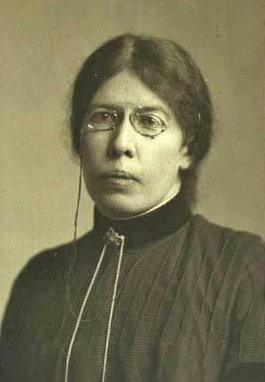
Anna Sophie von der Hude 1858-1934
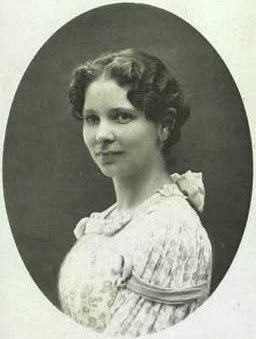
Brita Barnekow, 1900
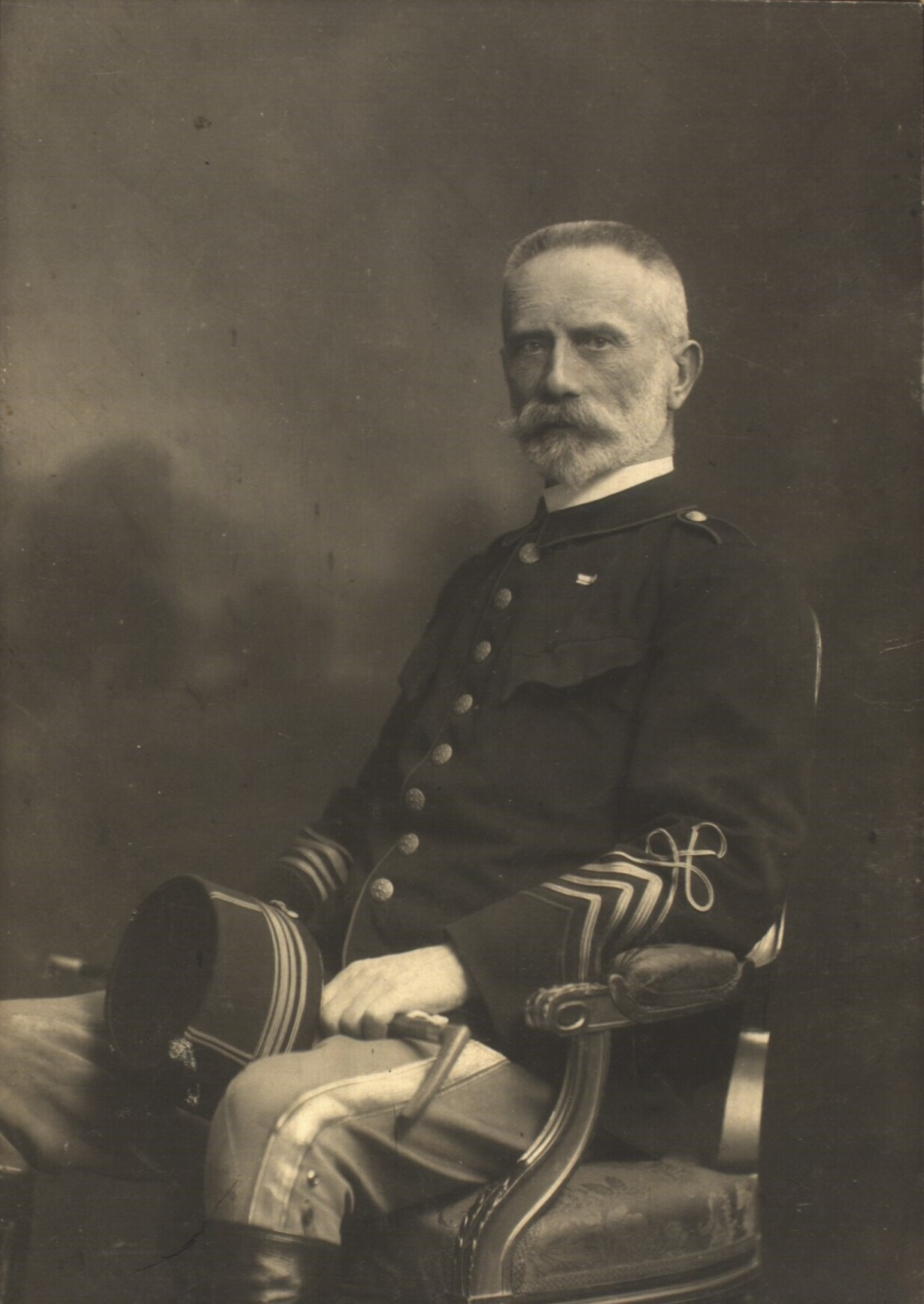
Carl Adolph Schroll
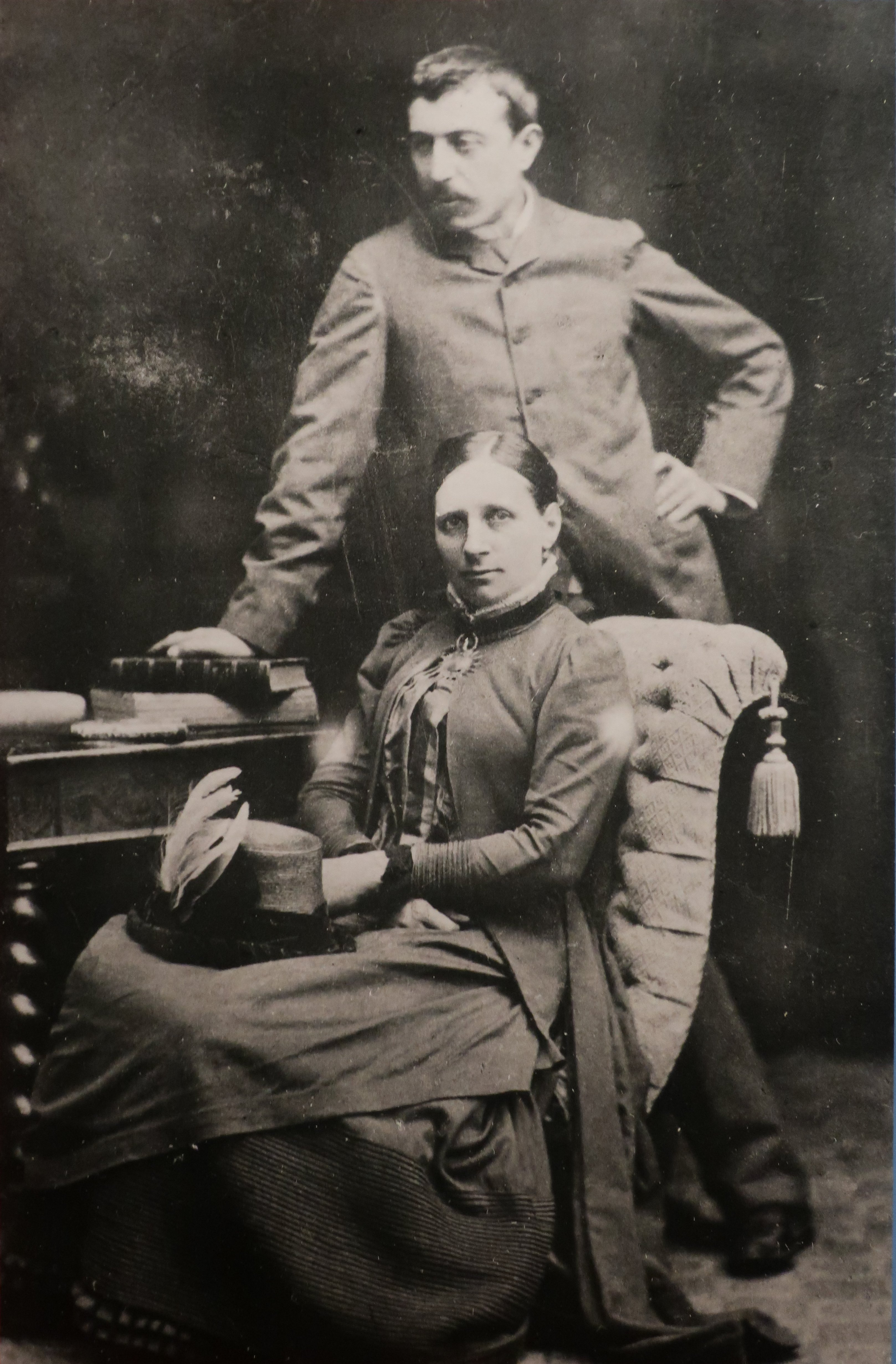
Paul Gauguin and Mette Sophie Gad, 1885
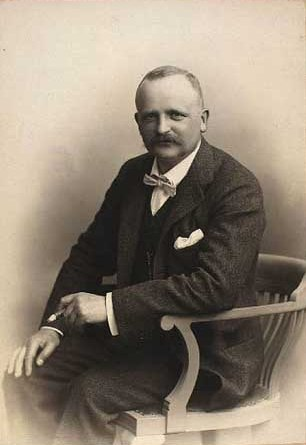
Hack Kampmann
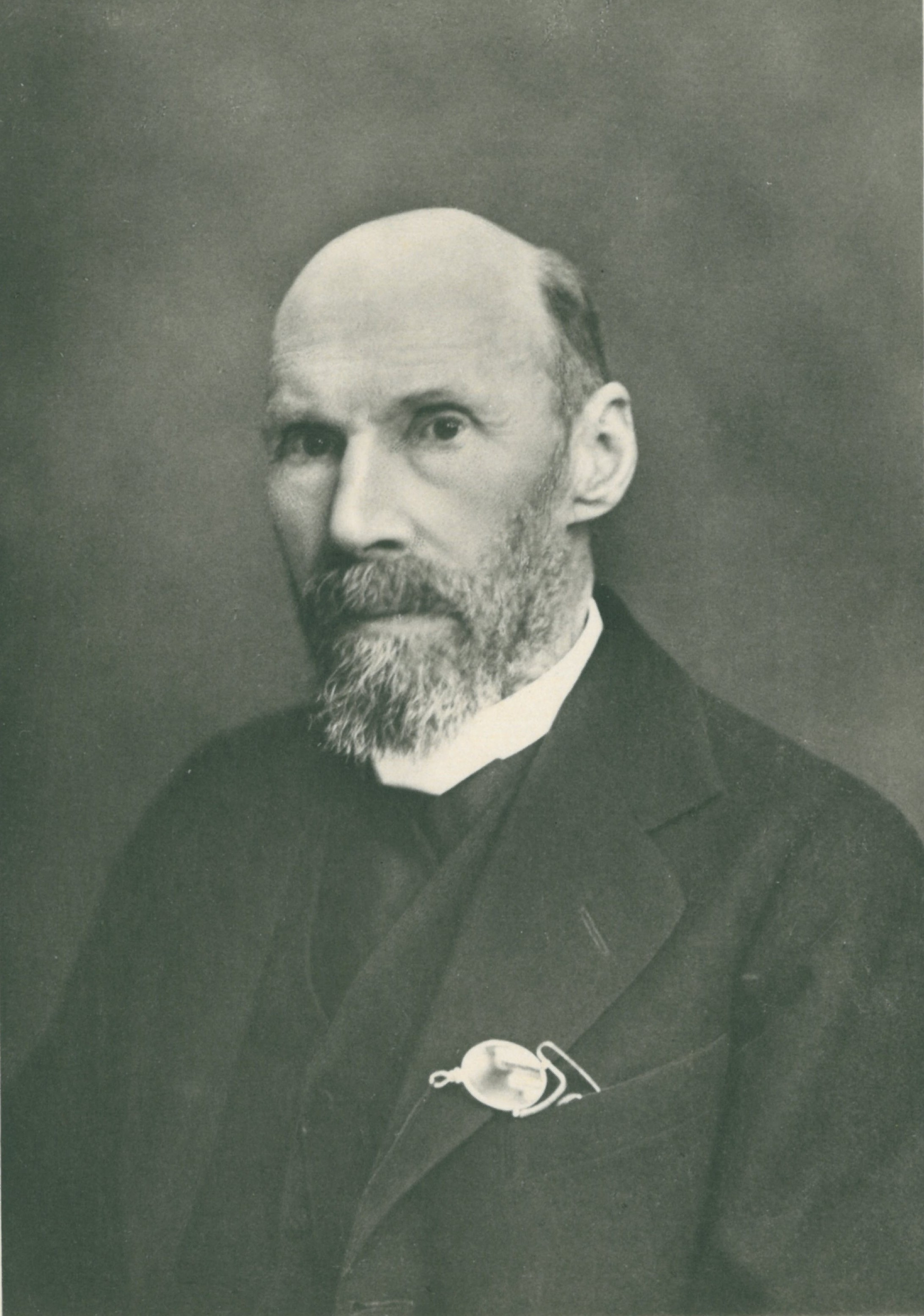
Kristian Kaalund
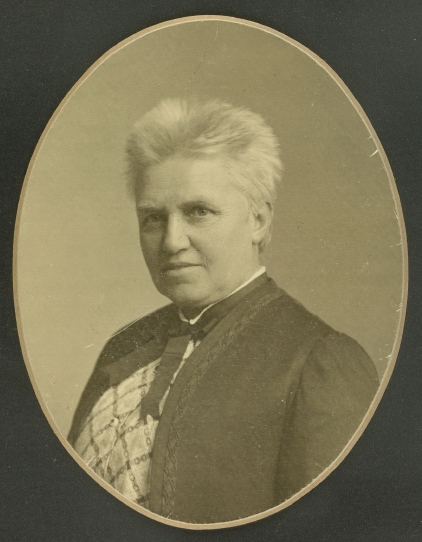
Marie Luplau
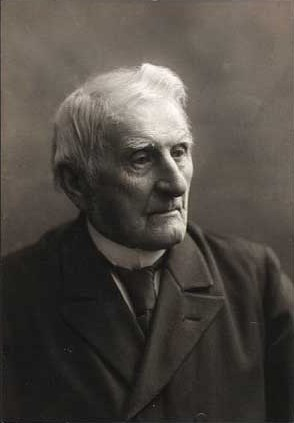
Peder Skau
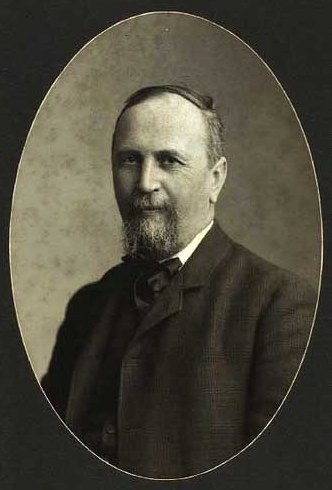
Vilhelm Ahlmann